# Rio Ouanne
O rio Ouanne é um rio de 84 km de comprimento no centro da França, afluente pela margem direita do rio Loing. Nasce perto de Ouanne, a cerca de 20 km a sudoeste de Auxerre. Toma a direção noroeste e junta-se ao Loing em Conflans-sur-Loing, perto de Amilly. 
O seu curso atravessa os seguintes departamentos e comunas:
- Departamento de Yonne: Ouanne, Leugny, Moulins-sur-Ouanne, Toucy, Dracy, Villiers-Saint-Benoît, Grandchamp, Saint-Denis-sur-Ouanne, Malicorne, Saint-Martin-sur-Ouanne, Charny, Chêne-Arnoult

- Departamento de Loiret: Douchy, Triguères, Château-Renard, Gy-les-Nonains, Saint-Germain-des-Prés, Conflans-sur-Loing